# Heartbeat City
Albums de The Cars
Shake It Up
(1981) Door to Door
(1987)
Heartbeat City, sorti en 1984, est le cinquième album studio du groupe de new wave américain The Cars.
L'album est certifié 4 fois disque de Platine aux États-Unis.

## Historique
L'album est enregistré aux Battery Studios à Londres au Royaume-Uni et produit par Robert Lange, le producteur d'AC/DC et Def Leppard,.
Il sort le 13 mars 1984 sur le label Elektra / Asylum Records.
Heartbeat City comprend le plus grand succès international du groupe (Drive), ainsi que le single You Might Think dont la vidéo remporte le titre de « Video of the Year » lors des tout premiers MTV Video Music Awards, devant le clip de Thriller de Michael Jackson.
You Might Think entre dans le Top Ten aux États-Unis, propulsant Heartbeat City à la troisième place au classement des albums, trois autres singles atteignent le Top 40, Magic (12e), Drive (3e) et Hello Again (20e), et l'album devient triple disque de platine durant l'été 1985.

## Accueil critique
Le site AllMusic attribue 5 étoiles à l'album. 
Le critique musical Tim Sendra d'AllMusic souligne que « Après le peu classique Shake It Up, les Cars ont décidé de changer de nouveau les choses, cette fois-ci en quittant leur studio de Boston pour Londres afin d'enregistrer avec Robert “Mutt” Lange. Heartbeat City est un chef-d'œuvre pop étincelant. Le toucher magique du producteur, la force des chansons écrites par Ric Ocasek et la performance vocale époustouflante que lui et Benjamin Orr livrent font de cet album l'un des meilleurs des années 1980 et quelque chose qui sonne encore parfaitement des années plus tard ». Et Sendra de conclure « Heartbeat City est un exemple magistral de la façon dont un groupe peut se réinventer sans perdre ce qui l'a rendu génial au départ. Que ce soit grâce au savoir-faire de Lange en matière de production, au génie d'Ocasek en matière d'écriture ou à la volonté du groupe d'ajouter juste ce qu'il faut à chaque chanson, la combinaison de tous ces éléments donne une pop brillante et l'un des albums phares de l'époque ».

## Titres
Tous les titres ont été composés par Ric Ocasek excepté It's Not the Night, composé par Ric Ocasek et Greg Hawkes.
1. Hello Again – 3:47
2. Looking for Love – 3:52
3. Magic – 3:57
4. Drive – 3:55
5. Stranger Eyes – 4:26
6. You Might Think – 3:04
7. It's Not the Night – 3:49
8. Why Can't I Have You – 4:04
9. I Refuse – 3:16
10. Heartbeat City – 4:31

## Personnel

### Musiciens
- Ric Ocasek : chant, guitare rythmique, synthétiseur
- Benjamin Orr : basse, chant sur Drive, Stranger Eyes et It's Not the Night
- Elliot Easton : guitare solo
- Greg Hawkes : claviers, synthétiseur
- David Robinson : batterie, percussions

### Production
- Peter Phillips – peinture de la couverture de l'album
- HSU – direction artistique
- Cathy Henszey – direction artistique
- Doris Kloster – photographie
- George Holz – photographie
- David Robinson – conception de la couverture de l'album

## Certification comme disque de Platine
| Pays              | Ventes    | Certification | Date       |
| ----------------- | --------- | ------------- | ---------- |
| États-Unis (RIAA) | 4 000 000 | 4 × Platine   | 17/12/2001 |